# Waterfalls
Pour les articles homonymes, voir Waterfalls (homonymie).
Singles de TLC
Red Light Special
(1995) Diggin' on You
(1995)
Waterfalls est une chanson interprétée par le groupe féminin américain de RnB TLC, écrite et composée par Marqueze Etheridge, Lisa Lopes et le collectif Organized Noize (en) qui en est également le producteur. Sortie en single le 29 mai 1995 aux États-Unis, elle est extraite de l'album CrazySexyCool.
Elle connaît un succès international, se classant en tête des ventes dans plusieurs pays. Il s'agit d'une chanson phare du groupe abordant les thèmes du trafic de stupéfiants et du SIDA.
L'expression Chasing waterfalls (que l'on peut traduire par Courir après des chutes d'eau) est utilisée ici pour illustrer des situations où des personnes veulent atteindre un objectif par tous les moyens sans réfléchir aux conséquences qui peuvent être désastreuses.  
Les chœurs ont été réalisées par les trois membres de TLC, ainsi que Debra Killings (en) et Cee Lo Green.

## Distinctions
En 1996, la chanson remporte le prix du meilleur single R&B/Soul pour un groupe ou duo aux Soul Train Music Awards et reçoit deux nominations aux Grammy Awards: Enregistrement de l'année et Meilleure prestation vocale pop d'un duo ou groupe,.
Le clip vidéo, réalisé par F. Gary Gray, reçoit plusieurs récompenses aux MTV Video Music Awards en 1995: Vidéo de l'année, Meilleure vidéo R'n'B, Meilleure vidéo d'un groupe, et Viewer's Choice, il est aussi nommé pour la meilleure réalisation, les meilleurs effets visuels, la meilleure direction artistique, le meilleur montage, la meilleure photographie et pour la vidéo la plus révolutionnaire. Il gagne le prix du meilleur clip R&B/Soul ou Rap aux Soul Train Music Awards en 1996.
En 2017, le magazine américain Billboard place Waterfalls au 11e rang des 100 plus grandes chansons de tous les temps de groupes féminins.

## Classements hebdomadaires
| Classement (1995)                       | Meilleure position |
| --------------------------------------- | ------------------ |
| Allemagne (Media Control AG)            | 5                  |
| Australie (ARIA)                        | 4                  |
| Autriche (Ö3 Austria Top 40)            | 3                  |
| Belgique (Flandre Ultratop 50 Singles)  | 25                 |
| Belgique (Wallonie Ultratop 50 Singles) | 23                 |
| Canada (RPM)                            | 9                  |
| Écosse (OCC)                            | 12                 |
| États-Unis (Billboard Hot 100)          | 1                  |
| États-Unis (Hot R&B/Hip-Hop Songs)      | 4                  |
| États-Unis (Top 40 Mainstream)          | 2                  |
| France (SNEP)                           | 20                 |
| Irlande (IRMA)                          | 4                  |
| Norvège (VG-lista)                      | 2                  |
| Nouvelle-Zélande (RMNZ)                 | 1                  |
| Pays-Bas (Single Top 100)               | 5                  |
| Royaume-Uni (UK Singles Chart)          | 4                  |
| Royaume-Uni (UK R&B Chart)              | 1                  |
| Suède (Sverigetopplistan)               | 7                  |
| Suisse (Schweizer Hitparade)            | 1                  |

## Certifications
| Pays                    | Certification |
| ----------------------- | ------------- |
| Allemagne (BVMI)        | Or            |
| Australie (ARIA)        | Platine       |
| Canada (Music Canada)   | Platine       |
| États-Unis (RIAA)       | Platine       |
| Norvège (IFPI)          | Platine       |
| Nouvelle-Zélande (RMNZ) | Platine       |
| Royaume-Uni (BPI)       | Platine       |

## Reprises
Waterfalls a été reprise par le groupe StooShe en 2012, cette version s'est classée 21e dans les charts britanniques. D'autres artistes l'ont également reprise, parmi lesquels Bette Midler et Meshell Ndegeocello.
À l'occasion du 20e anniversaire de la sortie de la chanson, le groupe, réduit au duo formé par Tionne Watkins et Rozonda Thomas, a enregistré une nouvelle version en compagnie de la chanteuse japonaise Namie Amuro.  